# Don't Starve
Don't Starve é um jogo eletrônico de ação-aventura com elementos de sobrevivência e roguelike desenvolvido e publicado pela  Klei Entertainment. O jogo foi inicialmente lançado através do software Steam da Valve Corporation para Microsoft Windows, Linux e OS X no dia 23 de abril de 2013.
No ano seguinte, o jogo foi portado para o PlayStation 4 com o nome de Don't Starve: Giant Edition. Posteriormente, essa versão seria ainda adaptada para o PlayStation Vita e PlayStation 3, em setembro de 2014 e junho de 2015, respectivamente; além de uma versão para Wii U em março e para Xbox One em agosto do mesmo ano. Já a versão para iOS, renomeada Don't Starve: Pocket Edition, foi lançada em 9 de julho de 2015. Por fim, foi lançado um conteúdo adicional para download, intitulado Reign of Giants, em abril de 2014 e a expansão multijogador, chamada Don't Starve Together, foi lançada gratuitamente para todos os jogadores em 3 de junho de 2015.
O jogo conta a história de um cientista chamado Wilson, que se vê num mundo escuro e sombrio e precisa sobreviver o máximo que conseguir. Para isso, o jogador deve manter Wilson saudável, bem alimentado e mentalmente estável, evitando os inimigos sobrenaturais e surreais que tentam atacá-lo e devorá-lo. O modo "Aventura" acrescenta uma certa profundidade ao enredo, antagonizando Wilson contra um vilão chamado Maxwell.
Don't Starve foi o primeiro jogo da Klei do gênero sobrevivência. O jogo foi influenciado por Minecraft, que iniciou a popularização desse conceito, e também pelo cineasta Tim Burton. A crítica especializada recebeu bem o jogo, elogiando seu estilo de arte original, sua música e sua variabilidade de mortes do jogador, sendo que os principais defeitos apontados resumiram-se na dificuldade do jogo e a implementação de morte permanente.

## Jogabilidade
Don't Starve é um jogo do gênero de ação e aventura, com elementos de jogos de sobrevivência e roguelike. As interações com elementos do jogo e o combate ocorrem com o teclado, enquanto outras atividades, como a criação de itens, podem ser manipuladas pelo mouse. Os controles são adaptados dependendo do sistema que o jogador está utilizando. O objetivo do jogo é sobreviver o maior tempo possível, sendo contadas pelo número de dias fictícios do jogo, equivalentes a oito minutos no mundo real. No jogo, há barras de vida, de fome, e de sanidade. Caso algum desses medidores cair para zero, o personagem do jogador ("Wilson") morre, e o progresso do jogador é perdido, como em outros jogos do tipo roguelike. A exceção é caso o jogador tenha algum item específico que previna sua morte - Meat Effigy, Touch Stone, ou Life Giving Amulet.
O jogo conta com um sistema de dia e noite que impacta o ambiente ao redor do jogador e a jogabilidade. Enquanto que durante o dia o jogador está mais seguro, podendo coletar recursos como troncos de uma árvore ou coletar carnes de coelhos, durante a noite o jogador é ameaçado por vários inimigos, principalmente caso não esteja perto de uma fonte de luz.

## Don't Starve Together
Em maio de 2014, a Klei Entertainment anunciou Don't Starve Together, uma expansão para permitir jogos multijogador. Inicialmente, o jogo era para ser apenas para um jogador, mas a empresa retificou em seu fórum de discussão que jogos multijogadores eram uma demanda popular da comunidade. Essa versão do jogo foi lançada oficialmente em 21 de abril de 2016.

## Recepção
De acordo com o website agregador de críticias Metacritic, o jogo recebeu avaliações "geralmente favoráveis", obtendo a nota média 79/100 (para a versão de PC) e 78/100 (para PS4). O jogo vendeu um milhão de cópias até o fim de 2013.
O pesquisador brasileiro Anderson Nowogrodzki avaliou o jogo no contexto do movimento ambientalista e sua analise ecológica, elogiando-o por sua capacidade de incorporar "a harmonização como princípio para a sobrevivência, sendo a boa relação com a natureza a melhor saída para a manutenção da vida."